# Barra do Rio Azul
Barra do Rio Azul är en kommun i Brasilien.   Den ligger i delstaten Rio Grande do Sul, i den södra delen av landet, 1 400 km söder om huvudstaden Brasília. Antalet invånare är 2 003.
Omgivningarna runt Barra do Rio Azul är en mosaik av jordbruksmark och naturlig växtlighet. Runt Barra do Rio Azul är det glesbefolkat, med 19 invånare per kvadratkilometer.